# Aegyptobia baccharis
Aegyptobia baccharis är en spindeldjursart som beskrevs av Baker och James P. Tuttle 1972. Aegyptobia baccharis ingår i släktet Aegyptobia och familjen Tenuipalpidae. Inga underarter finns listade i Catalogue of Life.